# Тікрит
Тікрит (араб. تكريت) — місто на півночі Іраку, на річці Тигр, за 140 км на північний захід від Багдаду. Станом на 2002, його населення становить 28 900 жителів.
Тікрит — місто з більш ніж двадцяти сторічною історією. Перші згадки про нього відносяться до 615 до н. е., коли він був притулком Вавилонського царя Набопаласара під час його атаки на Ашшур. Більше тисячі років тому в цьому місті був побудований християнський монастир. З 1036 року Тікрит перебував під владою арабів. У 1137 тут народився легендарний полководець Саладін, на честь якого названа провінція Салах-ад-Дін. Місто було захоплене і зруйноване монголами в 14 столітті.
Місто відоме як місце народження Саддама Хусейна.
22 січня 2008 року тут стався великий вибух, де щонайменше 12 людей загинуло, у 17 поранення